# Lista de reis do Nepal

Brasão real da monarquia nepalesa.

O Rei do Nepal, ou alternativamente Marajá do Nepal (Em nepali Mahārājā) ou Grande rei dos reis (Em nepali Mahārājādhirāja), também sendo possível a denominação  foi o monarca do Nepal de 1768 com a fundação do país até 2008, com o fim da Guerra Civil e proclamação da república. Desde a fundação do país por Prithvi Narayan Shah o país teve seus reis da dinastia Shah. 

## Reis da Dinastia Shah
| N.º | Retrato | Nome                                                  | Reinado                 | Reinado                | Notas                                                                 |
| N.º | Retrato | Nome                                                  | Início                  | Fim                    | Notas                                                                 |
| --- | ------- | ----------------------------------------------------- | ----------------------- | ---------------------- | --------------------------------------------------------------------- |
| 1   |         | Prithvi Narayan Shah Dev पृथ्वी नारायण शाह (1723-1775)      | 25 de setembro de 1768  | 11 de janeiro de 1775  | - Rei dos Gorkas e fundador do moderno Nepal. - Reinou até sua morte. |
| 2   |         | Pratap Singh Shah Dev प्रताप सिंह शाह (1751-1777)          | 11 de janeiro de 1775   | 17 de novembro de 1777 | - Reinou até sua morte.                                               |
| 3   |         | Rana Bahadur Shah रण बहादुर शाह (1775-1806)              | 17 de novembro de 1777  | 8 de março de 1799     | - Assassinado.                                                        |
| 4   |         | Girvan Yuddha Bikram Shah गीर्वाणयुद्ध विक्रम शाह (1797-1816) | 8 de março de 1799      | 20 de novembro de 1816 | - Reinou sob a Dinastia Rana.                                         |
| 5   |         | Rajendra Bikram Shah राजेन्द्र विक्रम शाह (1813-1881)        | 20 de novembro de 1816  | 12 de maio de 1847     |                                                                       |
| 6   |         | Surendra Bikram Shah सुरेन्द्र विक्रम शाह (1829-1881)        | 12 de maio de 1847      | 17 de maio de 1881     |                                                                       |
| 7   |         | Prithvi Bir Bikram Shah पृथ्वी बीर विक्रम शाह (1875-1911)    | 17 de maio de 1881      | 11 de dezembro de 1911 |                                                                       |
| 8   |         | Tribhuvan त्रिभुवन वीर विक्रम शाह (1906-1955) (1.ª vez)      | 11 de dezembro de 1911  | 7 de novembro de 1950  | - Deposto.                                                            |
| 9   |         | Gyanendra ज्ञानेन्द्र वीर विक्रम शाह (n.1947) (1.ª vez)        | 7 de novembro de 1950   | 8 de janeiro de 1951   | - Nomeado como rei por um curto período de tempo.                     |
| (8) |         | Tribhuvan त्रिभुवन वीर विक्रम शाह (1906-1955) (2ª vez)       | 18 de fevereiro de 1951 | 13 de março de 1955    | - Restaurado ao trono. - Reinou até sua morte.                        |
| 10  |         | Mahendra महेन्द्र वीर विक्रम शाह (1920-1972)                 | 13 de março de 1955     | 31 de janeiro de 1972  |                                                                       |
| 11  |         | Birendra वीरेन्द्र वीर विक्रम शाह (1945-2001)                 | 31 de janeiro de 1972   | 1 de junho de 2001     | - Morto no Massacre real do Nepal.                                    |
| 12  |         | Dipendra दीपेन्द्र वीर विक्रम शाह (1971-2001)                 | 1 de junho de 2001      | 4 de junho de 2001     | - Morto no Massacre real do Nepal.                                    |
| (9) |         | Gyanendra ज्ञानेन्द्र वीर विक्रम शाहदेव (n.1947) (2ª vez)       | 4 de junho de 2001      | 28 de maio de 2008     | - Restaurado no trono. - Último rei do Nepal, deposto em 2008.        |